# 샌프란시스코 시청사

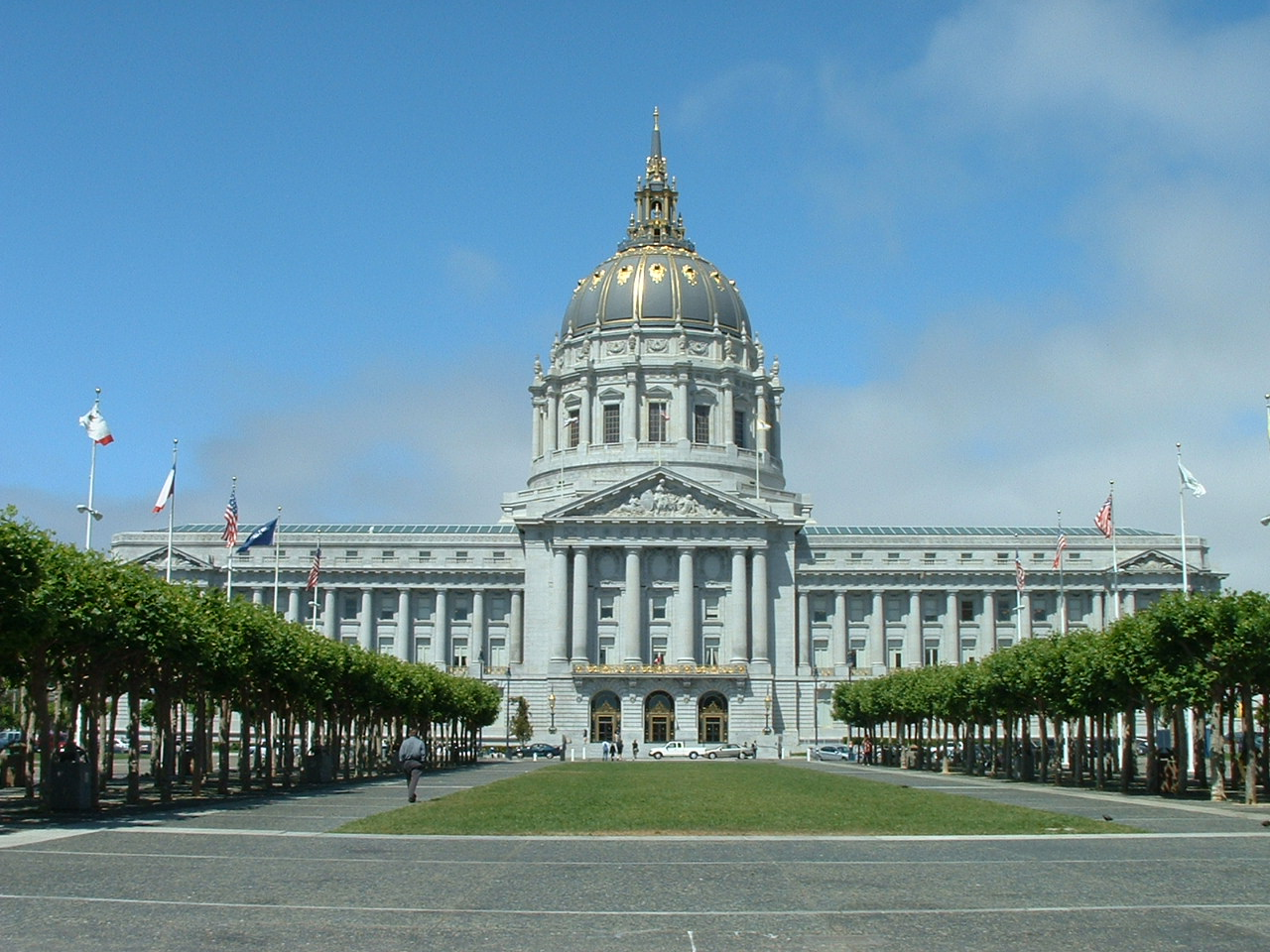
샌프란시스코 시청사

샌프란시스코 시청사(San Francisco City Hall)는 샌프란시스코의 시청 건물로, 시빅센터 중심에 위치한다.